# Nassarius reticulatus
Nassarius reticulatus är en snäckart som först beskrevs av Carl von Linné 1758.  Nassarius reticulatus ingår i släktet nätsnäckor, och familjen Nassariidae. Inga underarter finns listade i Catalogue of Life.

## Bildgalleri

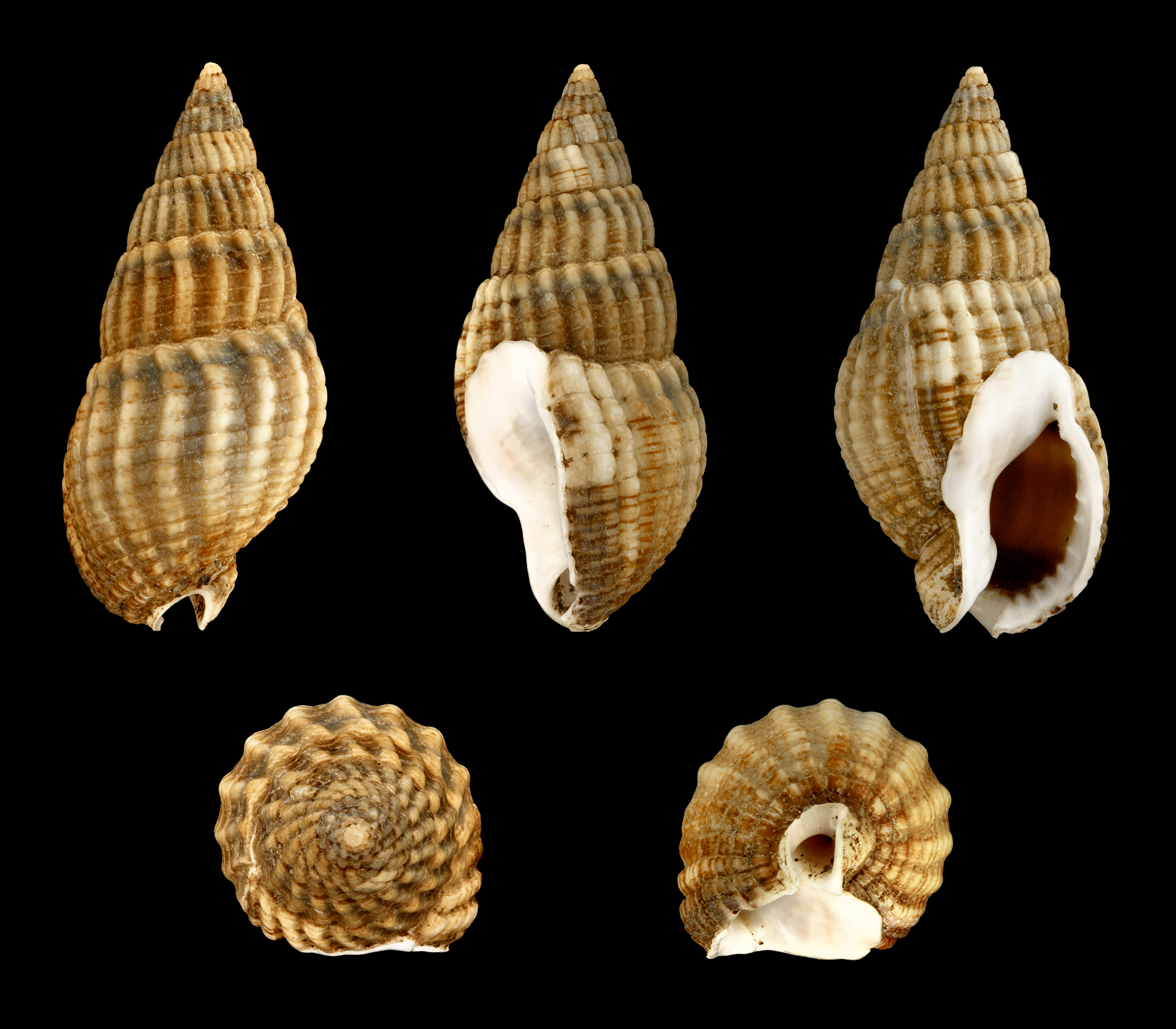
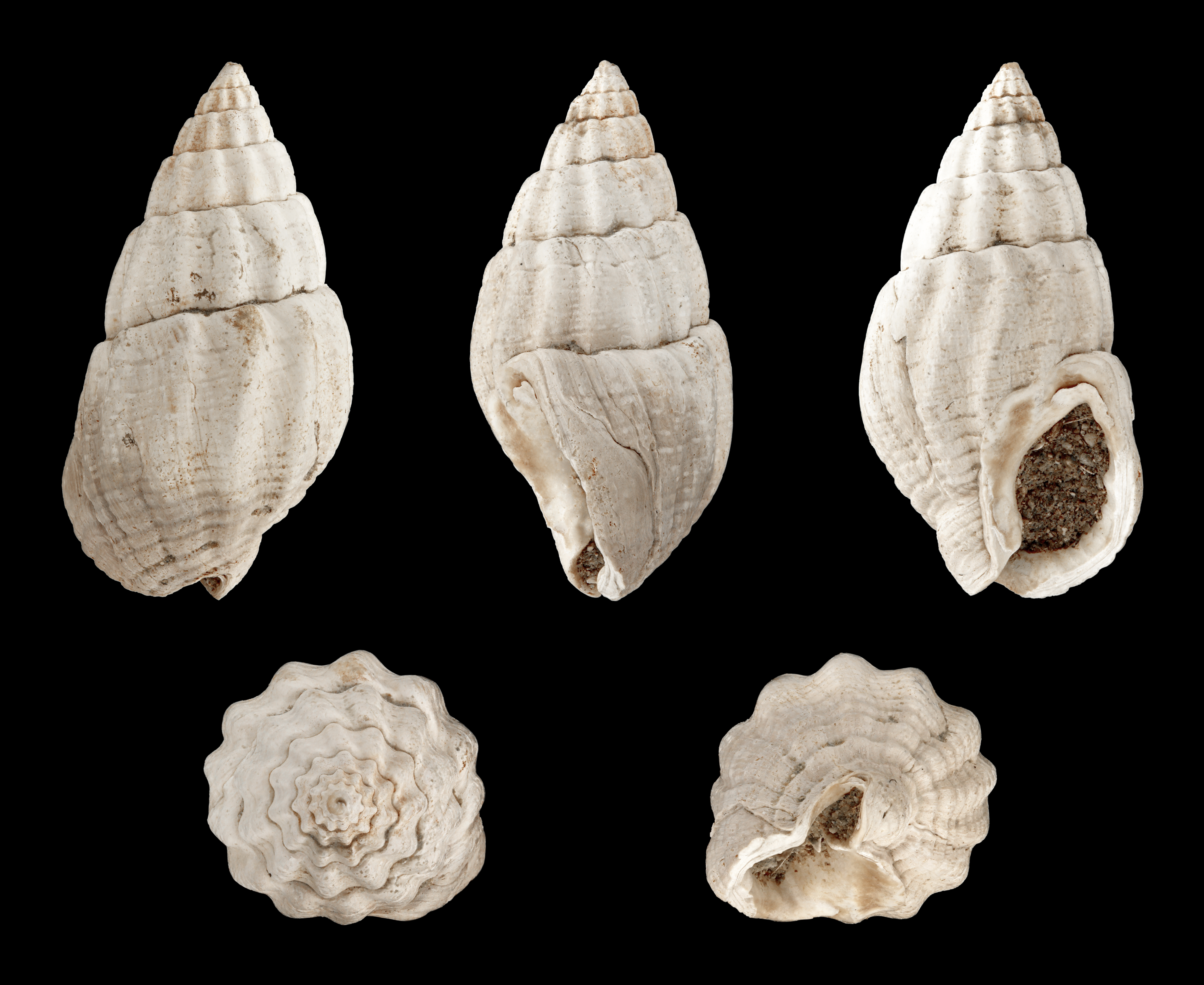
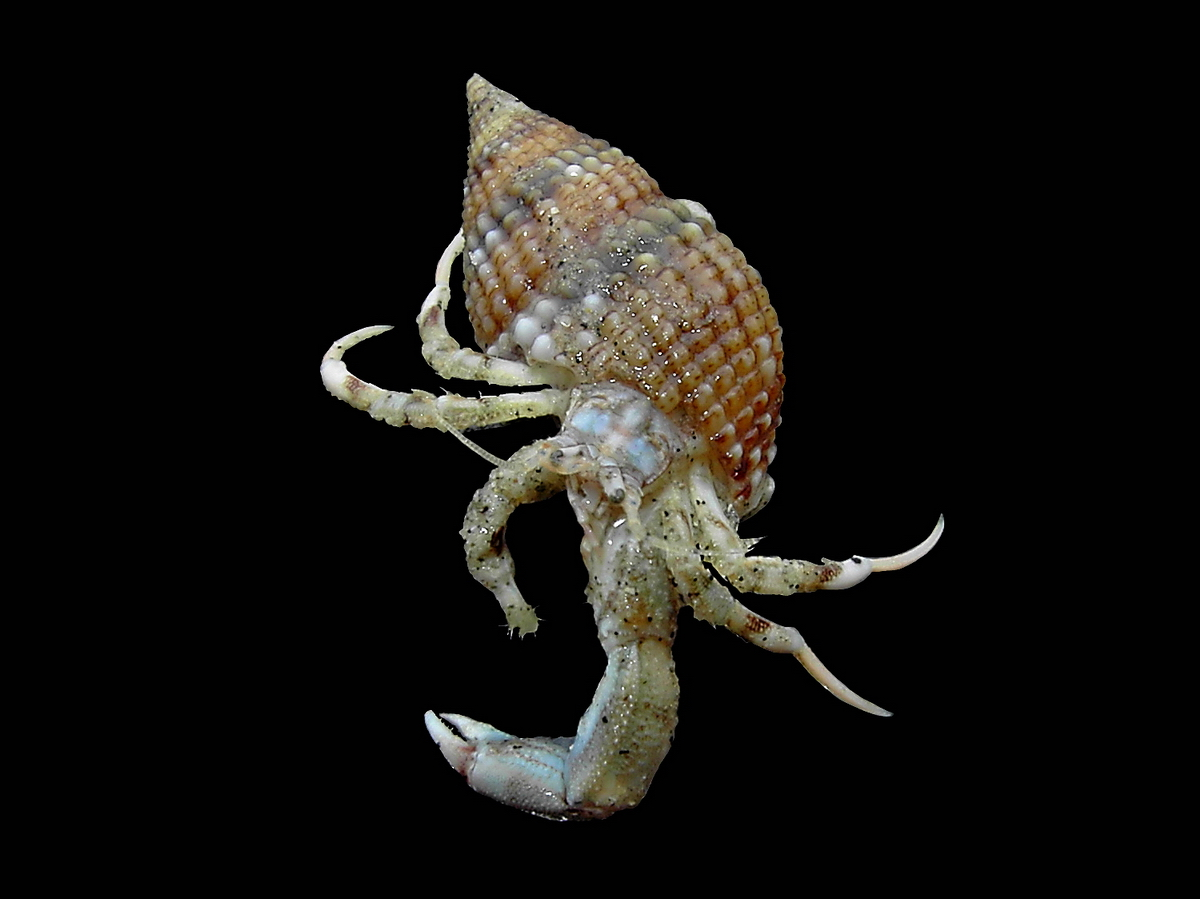
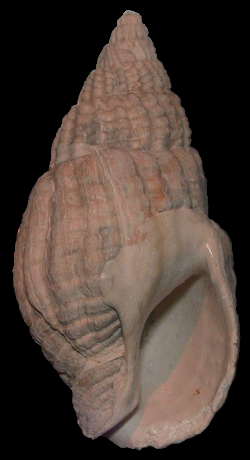
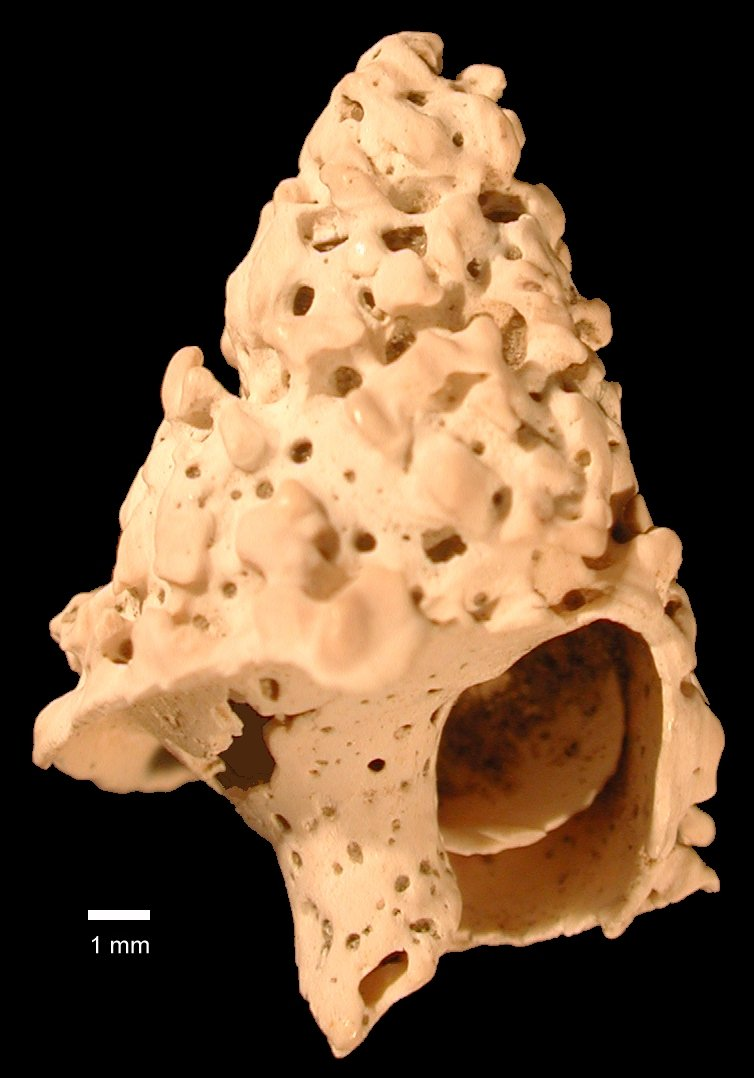